# Seval Yılmaz
Seval Yılmaz est une joueuse de volley-ball turque née le 27 janvier 1991 à Eskişehir. Elle mesure 1,75 m et joue au poste de libero.

## Clubs
| Club                             | De        | À         |
| -------------------------------- | --------- | --------- |
| Eskişehir Osmangazi Üniversitesi | 2002-2003 | 2003-2004 |
| Eskişehir DSİ Bentspor           | 2004-2005 | 2004-2005 |
| İller Bankası Ankara             | 2005-2006 | 2009-2010 |
| MKE Ankaragücü                   | 2010-2011 | 2011-2012 |
| İller Bankası Ankara             | 2012-2013 | 2014-2014 |
| Bolu Belediyespor                | 2015-2016 | …         |